# 기타큐슈 고속철도

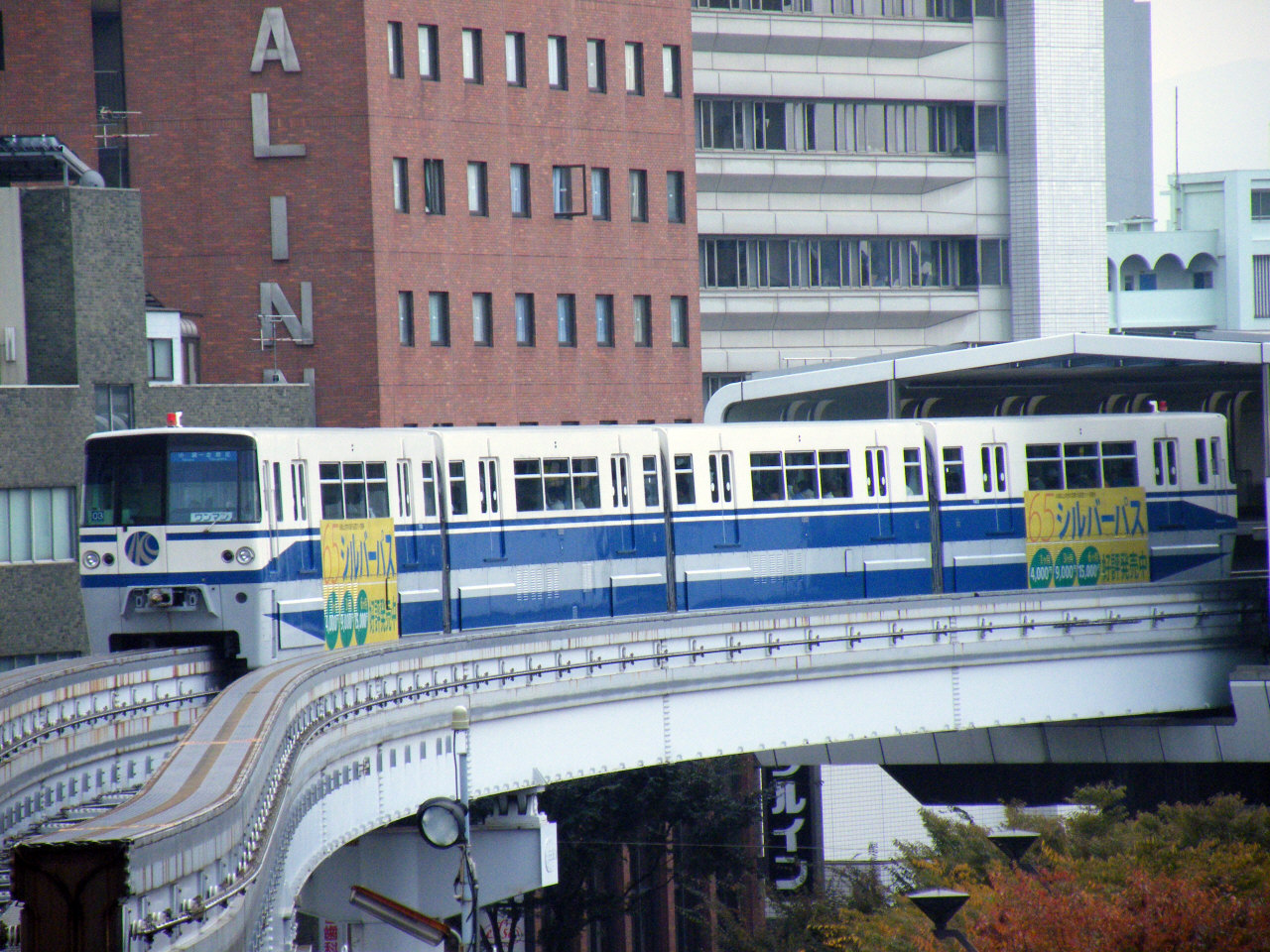

기타큐슈 고속철도 주식회사(일본어: 北九州高速鉄道株式会社)는 후쿠오카현 기타큐슈시 고쿠라기타구에서부터 고쿠라미나미구까지 구간에서 모노레일을 운영하고 있는 회사이다. 본사는 후쿠오카 현 기타큐슈 시 고쿠라미나미 구에 있으며 북큐슈 모노레일 또는 고쿠라 모노레일이라고 한다.

## 개요
기타큐슈 시 고쿠라기타 구와 고쿠라미나미 구를 연결하는 고쿠라 선을 운영하고 있다. 당초에는 기타큐슈 시에 의한 직영회사로도 검토하고 있었지만, 1972년에 공포된 도시 모노레일 법에 의한 "도시 모노레일 건설을 위한 도로 정비에 대한 보조 제도"를 적용 받게 되어, 그 사업의 운영 주체로 기타큐슈 시 등이 출자한 제 3 섹터 방식의 회사로 설립되었다.
당초 계획은 국철 (현 JR 규슈) 고쿠라 역 북쪽 지구의 진흥을 노리고, 고쿠라 역 북쪽 역을 마련할 예정이었다. 그러나 산요 신칸센의 개통 등으로 인하여 현실적인 문제로 불가능해짐에 따라 고쿠라 역 남쪽 역을 마련하게 되었다. 그러나 개업 초기에는 경관 문제에서 지역 상인의 반발로 인해, 고쿠라 역에 진입하지 못하고 환승에 불편이 따른 고쿠라 역 주변 모노레일의 지하화를 요구하는 목소리도 있었지만 비용 기술 면에서 현실 적이지 않고 실현하고 있지 않다. 결국 도보 연락하는 불편함이 모노레일 이용객 자체를 감소하게 되어 버려, 오랫동안 적자에 시달려왔다. 1998년 고쿠라 역 진입을 계기로 이용자 수가 증가, 단년도에서 흑자를 낼까지되었지만, 그래도 막대한 누적 적자가 남아 있고, 경영 체질의 개선이 급선무가되고 있었다. 그래서 2005년 산업 활력 재생 특별 조치법에 따라 재생 계획인가를 받아 남아 있던 채무를 주식으로 전환한에서 기타큐슈 시가 세금으로 모든 주식 취득했기 때문에 회사의 주식은 기타큐슈시 100% 보유하고있다.
또한 개업시 니시 테쓰 북방선 폐지에 대한 대가로 기타큐슈 선에 있는 승무원에 대한 이적도 제기되었다.
2008년 3월 29일에는, 고쿠라 역 취항 10주년 기념으로 이전 차량에 사용되었던 표를 판매했는데, 매진되 큰 성공을 거두었다.

## 연혁
- 1976년 7월 31일: 설립
- 1976년 12월 6일: 열차 궤도 면허 취득
- 1985년 1월 9일: 고쿠라 선 개통
- 2005년 7월 28일: 산업 활력 재생 특별 조치법에 따라 구조 조정 계획이 인정

## 노선
- 고쿠라 선: 고쿠라 - 기쿠가오카: 8.8 km

## 열차
- 1000형

## 같이 보기
- 기타큐슈 공항